# جريب الشعرة
جريب الشعرة أو حويصلة الشعرة أو بصيلة الشعرة[بحاجة لمصدر] (بالإنجليزية: Hair follicle)‏ هو عضو جلدي في الثدييات يخرج شعر. عملية إنبات الشعر تمر بأطوار، وتشمل النمو (طور التنامي)، و الانقطاع المطلق (فترة التراجع)، والثبات (الطور الانتهائي). الخلايا الجذعية هي المسؤولة عن إنبات الشعر.

## التركيب

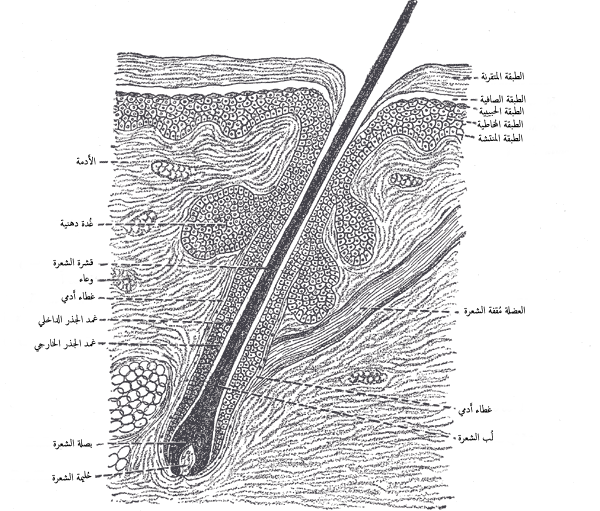
رسم تخطيطي لجريب الشعرة، من كتاب تشريح جراي.

### الحُلَيمة
الحليمة هي تركيب كبير في قاعدة جريب الشعرة. وتتكون الحليمة أساساً من نسيج ضام وحلقة شعرية. انقسام الخلايا في الحليمة يكون إما نادر أو غير موجود.

### بُرْعُم الشَّعْرَة (مَطْرِس الشَّعْرَة)
حول الحليمة يلتف برعُم الشعرة أو مطرس الشعرة، وهو مجموعة من الخلايا الظهارية تتخللها في كثير من الأحيان خلايا منتجة للصباغ، أو خلايا ميلانيه. انقسام الخلايا في مطرس (برعم) الشعرة ينتج الخلايا التي تشكل الهياكل الرئيسية الألياف الشعرية وغِمْد (غلاف) الجذر الداخلي. وظهارة (نسيج مبطن) مطرس الشعرة هي واحدة من تجمعات الخلايا الأسرع نمواً في جسم الإنسان، ولهذا السبب فإن بعض أشكال العلاج الكيميائي أو العلاج الإشعاعي، التي تقتل الخلايا المنقسمة، قد تؤدي إلى فقدان مؤقت للشعر. الحليمة تكون عادة بيضاوية أو على شكل الكمثرى. والمطرس (البرعم) يلتف حولها تماماً، باستثناء وصلة قصيرة شبيهة بالساق تصلها بالأنسجة الضامة المحيطة بها. هذه الوصلة تزود الحليمة بمنفذ للشعيرة الدموية.

### غِمْد الجَذْر
يتكون غمد (غلاف) الجذر من غمدين خارجي وداخلي. ويبدو غمد الجذر الخارجي تحت المجهر فارغاً بخلايا شبيهه بالمكعبات عندما يلطخ بصبغة إتش و إي. أما غمد الجذر الداخلي فيتكون من ثلاث طبقات، طبقة هنلي، وطبقة هكسلي، و جُلَيدَة (بشرة متصلبة) باطنية تتصل بالطبقة الخارجية من الألياف الشعرية.

### الألياف الشعرية
تتكون الألياف الشعرية من الكيراتين.

### انتفاخ (نتوء)
يقع الانتفاخ أو النتوء في غمد الجذر الخارجي عند نقطة دخول العضلة المُقِفَّةُ للشَّعْرَة. ويضم ذلك الانتفاخ عدة أنواع من الخلايا الجذعية، التي تزود جريب الشعرة كله بخلايا جديدة، وتشارك أيضاً في شفاء الجلد الخارِجِي (الأدمه) بعد أن يجرح. الخلايا الجذعية تحدد بعلامة LGR5 + في جسم حي.

### تركيبات أخرى
توجد تركيبات أخرى مرتبطة بجريب الشعرة وتشمل الكأس الذي ينمو فيه الجريب المعروف باسم القمع،  والعضلات المقفة للشعرة، والغدد الدهنية، والغدد العرقية المفترزة. مُسْتَقْبِلات جريب الشعرة تحس بوضع الشعرة.
يتصل بالجريب حزمة صغيرة من الألياف العضلية تسمى مُقِفْة الشعرة. هذه العضلة هي المسؤولة عن التسبب في أن يصبح الجريب أكثر انتصاباً (عمودياً) على سطح الجلد، والتسبب في أن ينتأ الجريب لأعلى قليلاً من الجلد المحيط به (انتصاب الشعر) ومسم مغطى بزيت الجلد. وينتج عن تلك العملية قشعريرة (أو كما يطلق عليه في الغرب "لحم الأوزة")
أيضاً يتصل بالجريب غدة دهنية، تنتج مادة دهنية أو شمعية تسمى الزهم. وكلما كان الشعر كثيفاً، تواجدت المزيد من الغدد الدهنية.

## الأهمية الطبية

### المرض
قد يصاب الإنسان بأمراض تسبب علل بالشعر من تغير في الشكل أو الملمس أو معدل النمو وهي جميعها علامات على الإصابة بمرض. وتوجد أمراض مناعية أو وراثية قد تكون السبب وراء هذه العلل كمرض الثعلبة أو داء الذئبة وكلاهما يسبب ضرر كبير ببصيلات الشعر.

### استعادة الشعر
لأسباب وراثية أو اضطرابات مرضية قد يتساقط الشعر نتيجة لتغيرات في هرمونات الذكورة أو في أداء الجهاز المناعي كما هي الحال مع داء الذئبة مما يتسبب في تلف بصيلات الشعر في فروة الرأس أو مناطق أخرى من الجسم.
تقوم جراحة زرع الشعر على مبدأ بسيط وهو نقل بصيلات الشعر من منطقة غير مصابة (المنطقة المانحة) إلى المنطقة المصابة (المنطقة المستقبلة) والتي تضررت بها البصيلات مسببة درجة من الصلع. وعادة ما يعتمد الأطباء والجراحون تقنية من إثنتين لإجراء مثل هذه الجراحة إما عبر تقنية الاقتطاف أو تقنية الشريحة، وبينما يجمع التقنيات مبدأ حصد البصيلات في مجموعات متكونة من واحد إلى أربعة شعرات فإنها تختلف في طريقة الحصاد إما عبر نزع كل مجموعة واحدة تلو الأخرى أو مجموعات دفعة واحدة بنزع شريحة جلدية رقيقة طولية الشكل.

## معرض صور

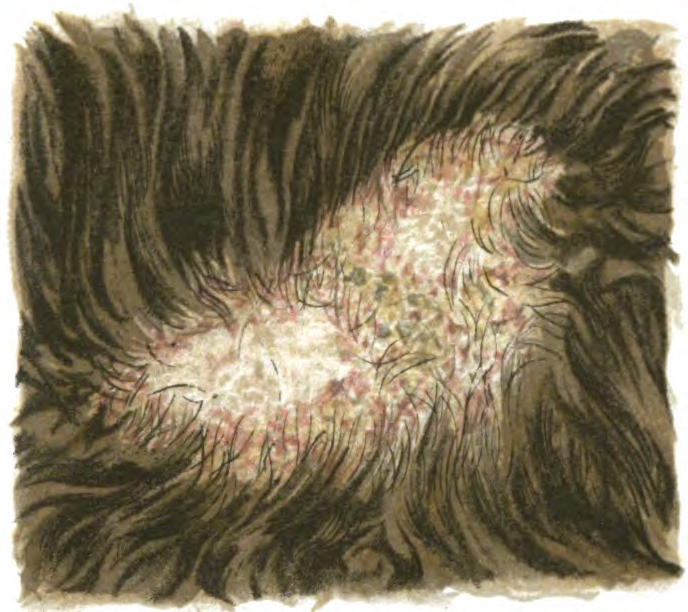
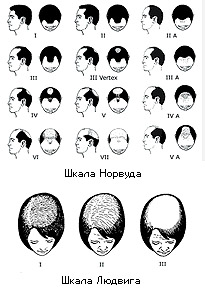
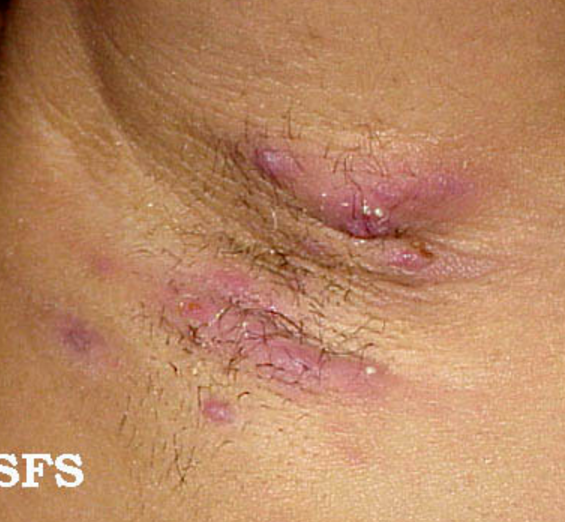
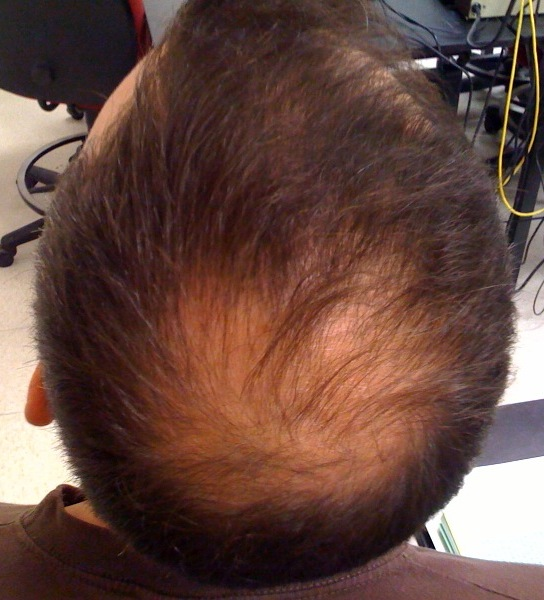